# Ayumi Karino
Ayumi Karino (狩野 亜由美, Karino Ayumi), née à Hyogo le 6 novembre 1984, est une joueuse de softball japonaise. Durant les Jeux olympiques d'été de 2008, elle remporta la médaille d'or devançant les États-Unis et l'Australie.